# Gdański Auto Moto Klub
Gdański Auto Moto Klub (GAMK) – stowarzyszenie sportowe w Gdańsku.

## Historia
Gdański Klub Motocyklowy powstał w połowie 1946 roku we Wrzeszczu z inicjatywy Zygmunt Fronczek, kierownika szkoły samochodowej „Ster”.
Działalność sportową klub zainaugurował zawodami "Po gruzach Gdańska", które w wygrał Jerzy Dąbrowski na Triumphie – Sahara 250. W tym samym roku GKM zdołał jeszcze zorganizować zawody na bieżni żużlowej Stadionu Miejskiego w Gdyni i stadionie „Gedanii” w Gdańsku oraz ogólnopolski rajd motocyklowy "O złoty puchar Wybrzeża".
W latach 1947–1949 zawodnicy klubu startowali w lidze żużlowej na własnoręcznie zbudowanych motocyklach.
W 1948 roku kluby zostały przypisane różnym powstałym zrzeszeniom sportowym, zwykle branżowym. Gdański Klub Motocyklowy znalazł się w Zrzeszeniu "Związkowiec", jako Sekcja Motocyklowa Z.S. Związkowiec. Zrzeszenie miało zapewnić Klubowi opiekę i środki na działalność i na przestrzeni kilku lat klub dostał kilka ubogich motocykli (SHL 125, dwie Jawy 250) oraz trochę pieniędzy. Dochodziło wielu nowych członków, w tym wielu dobrych zawodników. Nowi zawodnicy m.in. Rajmund Andrykowski i Kazimierz Flakowski dołączyli do kadry.
W 1950 roku klubem zaczął interesować się Jerzy Dąbrowski, który był członkiem stołecznego PKM „Ogniwo” w Wejherowie. Z czasem zdecydował się przenieść do Gdańskiego Klubu Motocyklowego, co zdecydowanie podniosło jego rangę i przyciągnęło wielu nowych członków. Wszedł do Zarządu Klubu i ponieważ, z racji swojego doświadczenia i pozycji, cieszył się autorytetem, potrafił stworzyć w Klubie prawdziwą sportową atmosferę. Znajomości w instytucjach centralnych pozwoliły mu na łatwiejsze zdobywanie sprzętu dla klubu, co wpłynęło na coraz wyższą pozycję tabeli osiągnięć sportowych i organizacyjnych.
W roku 1950 zespół klubowy po raz pierwszy wystartował w Rajdzie Tatrzańskim, rozpoczynając tym samym ponad dziesięcioletni udział w tejże imprezie. Zaczęły się lata startów w rajdach, motokrosach, wyścigach rangi mistrzostw kraju i Europy.
Gdański Klubu zrzeszał przeważnie ponad 80% z 80-120 członków, z czego około 90% członków było aktywnie zaangażowanych w działalność Klubu. By wspomóc klub w trudnych chwilach, organizowano różne akcje, między innymi zbiorowe oddanie krwi, co pozwoliło na kolejny start w Rajdzie Tatrzańskim czy trwającą przez szereg tygodni wspólna akcja zbierania złomu na rzecz klubu, co z kolei przyniosło środki na podstawową działalność. Zimą 1954/55 członkowie klubu w zespołach po 8-10 członków własnoręcznie restaurowali motocykle. Prowadzono także przez ponad 2 lata szkolenie kierowców na prawo jazdy, co także przynosiło w rezultacie fundusze na dalsze funkcjonowanie klubu.
W 1956 roku klub zdobył tytuł klubowego Mistrza Polski w wyścigach drogowych.
Nawiązano współpracę z Fabryką Motocykli Junak w Szczecinie. Klub uzyskał bezpłatnie kilka Junaków i trochę części w zamian za reklamowanie fabryki w sporcie. Junaki wypadły dobrze, a nade wszystko były entuzjastycznie przyjmowane przez kibiców i prasę. Zaowocowało to decyzją fabryki o podtrzymaniu współpracy z Klubem oraz zbudowaniu na sezon 1958 zespołu specjalnych "Junaków" na Rajd Tatrzański. Na prośbę fabryki Klub wydelegował dwóch technicznie przygotowanych zawodników (Cz. Smyk i P. Koman) do Szczecina, gdzie na koszt fabryki przez kilka tygodni pracowali w zespole przygotowującym sześć specjalnych rajdowych "Junaków".
Junak sukcesów na koncie miał sporo: poza zdobyciem sobie pozycji na rynku, odniósł wiele zwycięstw nie tylko w rajdach oraz z powodzeniem rywalizował (często również zwycięsko) z zagranicznymi maszynami w krosowych mistrzostwach Polski. Pośrednią zasługą Klubu jest również to, że fabryka Junak zachęcona efektami z gdańskim Klubem, zbudowała również serię Junaków do motokrosów, powołała własny klub oraz stworzyła własną drużynę zawodników, nie zrywając zresztą współpracy z GKM.
Do sukcesów Junaka, zarówno rynkowych, jak i klubowych oraz sportowych, należy zaliczyć ustanowienie rekordu prędkości przez gdańskiego zawodnika, Franciszka Stachewicza - uzyskał on w 1959 roku - w oficjalnie przeprowadzonej próbie – 149,4 km/h.
W 1961 Klub postanowił rozszerzyć działalność tworząc sekcję samochodową, stąd zmiana nazwy Klubu na Gdański Auto-Moto Klub. Założeniem sekcji samochodowej był początkowo nie sport samochodowy, ale raczej zrzeszanie kierowców i szerzenie wiedzy technicznej - co w czasach nagminnego braku części i warsztatów było bardzo przydatne. Jednocześnie klub organizował dla członków sekcji samochodowej  proste zawody sportowe, konkursy sprawności itp.
W latach 1969–1974 klub przechodził kolejny kryzys. Mirosław Zdanowicz zaangażował się do pracy w charakterze społecznego trenera WSM "Zawisza" Bydgoszcz, gdzie szkolił gdańskich zawodników na tamtejszym sprzęcie. Efektem tej współpracy było przejęcie sprzętu Zawiszy po jego likwidacji, jak również zawodników, których tam trenował.
Kolejnym posunięciem Zdanowicza było podpisanie współpracy sponsorskiej z GPTB "Transbud", a naczelny dyrektor tej firmy – Stanisław Bożejko został prezesem klubu.
Po odnowie klubu w 1974 roku odbywały się już regularne treningi, co zaowocowało już w Motocrossowych Mistrzostwach Polski w 1974, pierwszy tytuł Mistrza Polski zdobył M. Zupa, T. Czerwiński zajął 5. miejsce a Z. Hallman 8. miejsce. W klasie 250 cm³ Kordon był ósmy, a w klasie 125 Molik trzeci, Kuncewicz piąty.
W 1974 roku klub zdobył tytuł Wicemistrza Polski.
W kolejnych latach gdański Auto Moto Klub nie plasował się poniżej II miejsca w klubowych Mistrzostwach Polski.
Od powstania klubu tj. od 1946 do 2005 roku Gdański Auto Moto Klub zdobył 25 tytułów Klubowego i Zespołowego Mistrza Polski, 20 tytułów I Wicemistrza Polski oraz 115 tytułów Indywidualnych Mistrzów i Wicemistrzów w sportach motorowych. Również dobra praca trenerów: Mirosława Zdanowicza czy Mariana Zupa miała duży wpływ na osiągnięte sukcesy.
W 1990 roku klub zorganizował międzynarodowe zawody w ramach Igrzysk Solidarności. W 1991 – finał Mistrzostw Europy w klasie 125. W 1992 i 1993 – Mistrzostwa Świata w klasie 125. W latach 1994–1999 odbywały się Mistrzostwa Świata w klasie 250, czyli w tzw. „Klasa Królewska”. Brak możliwości rozbudowy i powiększenia terenów, które były niezbędne do organizacji tej rangi zawodów, spowodowały, że klub musiał zrezygnować z ich organizacji. Miasto Gdańsk wskazało tereny na budowę Centrum Sportów Motorowych, na których już w 2004 roku powstał nowy tor motocrossowy i zorganizowane zostały Mistrzostwa Polski. Również w tym samym roku tor ten otrzymał homologację Europejskiej Unii Motocyklowej i w 2005 roku odbyły się tu Zespołowe Mistrzostwa Europy w Motocrossie. 

## Zawodnicy
Od powstania klubu do 1969 roku najpopularniejszymi zawodnikami byli: J. Dąbrowski, Wł. Makowski, P. Koman, J. Klasa, W. Kamrowski, R. Nikityn, K. Ostrowski, K. Hruzdowicz, K. Flakowski, F. Stachewicz, T. Zalewski, M. Zdanowicz, A. Kuncewicz, J. Błaszczyk, T. Bukowicz, St. Rynkiewicz.
Po 1974 roku byli to: Lech Kordon, Zbigniew Kłujszo, Zbigniew Groth, Tadeusz Czerwiński, Zbigniew Hallmann, Zbigniew Zenowicz, Ryszard Gancewski, Krzysztof Serwin, Sławomir Wilkaniec, Zbigniew Jurewicz, Andrzej Hołowiej, Marian Zupa, Jarosław Pomirski, Jarosław Żywicki, Robert Ruchniewicz, Wojciech Szmytka, Sebastian Wójcik.

## Nazwy
1946 – Gdański Klub Motocyklowy
1948 – Sekcja Motocyklowa Zrzeszenia "Związkowiec"
1948 – Gdański Klub Motocyklowy "Związkowiec"
1950 – Sekcja Motocyklowa Koła Sportowego nr 137 "Budowlani"
1957 –  Gdański Klub Motocyklowy "Budowlani"
1961 – Gdański Auto-Moto Klub "Budowlani"